# Comuna Somkova Dolîna, Pereiaslav-Hmelnițki
Somkova Dolîna (în ucraineană Сомкова Долина) este o comună în raionul Pereiaslav-Hmelnițki, regiunea Kiev, Ucraina, formată din satele Radeanske și Somkova Dolîna (reședința).

## Demografie
Componența lingvistică a comunei Somkova Dolîna
     Ucraineană (98,78%)
     Rusă (1,22%)
Conform recensământului din 2001, majoritatea populației comunei Somkova Dolîna era vorbitoare de ucraineană (98,78%), existând în minoritate și vorbitori de rusă (1,22%).